# Шесть пуль
«Шесть пуль» (англ. 6 Bullets), также известный как «Мясник» (англ. The Butcher) — боевик с Жан-Клодом Ван Даммом в главной роли, вышедший 11 сентября 2012 года. В качестве режиссёра выступил Эрни Барбараш, сценарий написали Чад и Ивэн Ло.
Действие фильма происходит в Молдавии, хотя сами съёмки проходили в Румынии, в Бухаресте. Но, на одном из кадров фильма четко виден Пражский град, что означает, что часть съемок проходила в Праге, Чехия.

## Сюжет
Фильм расскажет о бывшем наёмнике (Жан-Клод Ван Дамм), занимавшимся розыском пропавших детей, которому предстоит отыскать дочь бывшего бойца смешанных единоборств (Джо Фланиган).

## В ролях
| Актёр                   | Роль          |
| ----------------------- | ------------- |
| Жан-Клод Ван Дамм       | Самсон Голем  |
| Джо Фланиган            | Эндрю Фейден  |
| Анна-Луиза Плауман      | Моника Фейден |
| Кристофер Ван Варенберг | Селвин Гол    |
| Бьянка Бри              | Амалия        |
| Шарлотта Бомонт         | Бекки Фейден  |
| Луис Демпси             | Космин Штелу  |